# José da Cruz Policarpo

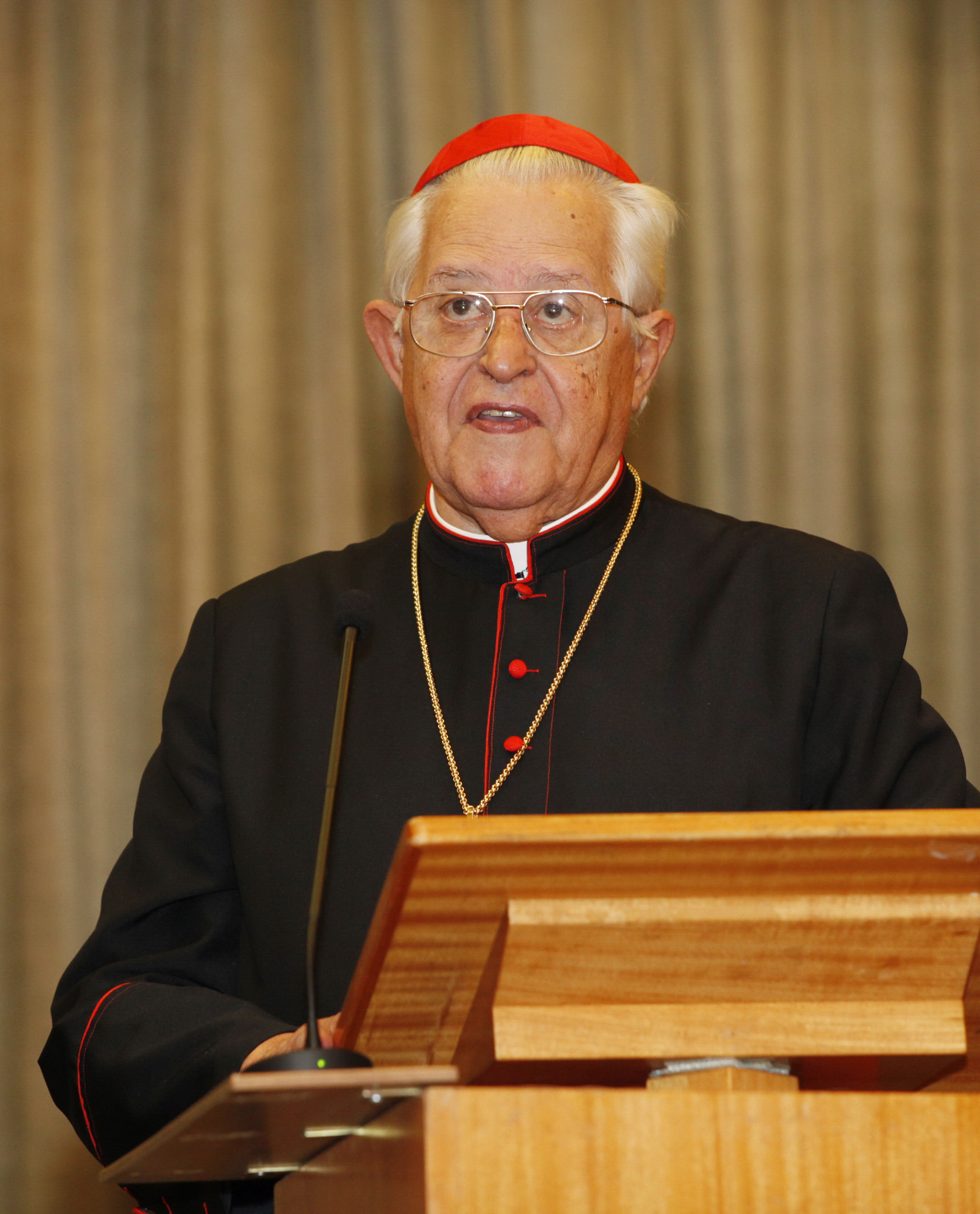
Patriarch José Kardinal Policarpo

Kardinalswappen des Patriarchen

José da Cruz Kardinal Policarpo (* 26. Februar 1936 in Alvorninha, Portugal; † 12. März 2014 in Lissabon) war ein portugiesischer römisch-katholischer Geistlicher und Patriarch von Lissabon.

## Leben
José da Cruz Policarpo studierte in Portugal und Italien Katholische Theologie und Philosophie. Er war Seminarist am Päpstlichen Portugiesischen Kolleg in Rom und promovierte an der Päpstlichen Universität Gregoriana zum Doktor der Theologie und empfing im Jahre 1961 durch Manuel Kardinal Gonçalves Cerejeira das Sakrament der Priesterweihe. Sein priesterliches Wirken stand ganz im Zeichen der Ausbildung nachwachsender Theologengenerationen. Er leitete die Katholischen Priesterseminare in Penafirme sowie Olivais und war Dekan der Theologischen Fakultät der Katholischen Universität Portugal. Von 1988 bis 1996 war er Rektor der Katholischen Universität Portugal. Er veröffentlichte zahlreiche Bücher und Lehrartikel.
Am 26. Mai 1978 wurde Policarpo zum Titularbischof von Caliabria und Weihbischof in Lissabon ernannt. Die Bischofsweihe spendete ihm der Patriarch von Lissabon, António Kardinal Ribeiro, am 29. Juni desselben Jahres. Mitkonsekratoren waren der Bischof von Coimbra, João Alves, und der Koadjutorbischof von Beja, Manuel Franco da Costa de Oliveira Falcão.
Papst Johannes Paul II. ernannte ihn am 5. März 1997 zum Koadjutorpatriarchen von Lissabon. Mit dem Tod Kardinal Ribeiros am 24. März 1998 trat er dessen Nachfolge als Patriarch von Lissabon an. Er war Großkanzler der Katholischen Universität Portugal und zwischen 1999 und 2005 sowie erneut 2011 bis 2013 Präsident der Bischofskonferenz seines Landes. Papst Johannes Paul II. nahm ihn am 21. Februar 2001 als Kardinalpriester mit der Titelkirche Sant’Antonio in Campo Marzio in das Kardinalskollegium auf. Er nahm an den Konklaven 2005 und 2013 teil.
Papst Franziskus nahm am 18. Mai 2013 sein Rücktrittsgesuch an. Kardinal Policarpo starb im März 2014 an den Folgen eines Aneurysmas der Aorta.
Er war Großprior der Statthalterei Portugal des Ritterorden vom Heiligen Grab zu Jerusalem. 2013 wurde er vom Kardinalgroßmeister des Ordens Edwin Frederick O’Brien zum Ehrengroßprior ernannt.

## Mitgliedschaften in der römischen Kurie
José da Cruz Policarpo war Mitglied folgender Kongregationen und Räte der römischen Kurie:
- Kongregation für das Katholische Bildungswesen (bestätigt 2001[3] und 2013[4])
- Päpstlicher Rat für die Laien
- Päpstlicher Rat für die Kultur (bestätigt 2001)[5]